# SMS Gneisenau (1906)
Корабль его величества «Гнейзенау» (нем. SMS Gneisenau) – броненосный крейсер Кайзерлихмарине (ВМС Германской империи), один из двух кораблей класса «Шарнхорст». Назван в честь пароходокорвета с тем же именем. Корабль был заложен на верфи AG Weser в г. Бремен, спущен на воду в 1906 году и введён в строй в марте 1908 года. Вооружение составляли: главная батарея из 21 см (8,3 дюймовых) орудий, что означало значительное усиление огневой мощи по сравнению с ранними германскими броненосными крейсерами. «Гнейзенау»  развивал максимальную скорость в 22,5 узлов (42 км/ч).
Сначала крейсер служил в первой разведгруппе германского флота, хотя его служба там была ограничена из-за того, что к 1909 году британцы разработали линейный крейсер, с которым менее мощные броненосные крейсера не могли эффективно сражаться.
Поэтому «Гнейзенау» был придан Германской восточноазиатской эскадре, где уже служил его систер-шип «Шарнхорст». Два этих крейсера образовали ядро эскадры, также в её состав входили несколько лёгких крейсеров. В течение следующих четырёх лет «Гнейзенау»  патрулировал германские колониальные владения в Азии и в Тихом океане, посещал иностранные порты с целью демонстрации флага, вёл наблюдение за событиями в Китае в ходе Синхайской революции 1911 года. После начала Первой мировой войны в 1914 году восточноазиатская эскадра под командованием вице-адмирала графа Максимиллиана фон Шпее пересекла Тихий океан направившись к западному побережью Южной Америки, где «Шарнхорст» и «Гнейзенау» в сентябре обстреляли Папеэте (Французская Полинезия).
По прибытии к чилийскому побережью Восточноазиатская эскадра повстречала и разгромила у мыса Коронель британскую эскадру. В этом сражении «Гнейзенау» вывел из строя британский броненосный крейсер «Монмут» (HMS Monmouth), который затем был потоплен германским лёгким крейсером «Нюрнберг» (SMS Nürnberg). Это поражение побудило британское адмиралтейство выделить два линейных крейсера чтобы выследить и уничтожить эскадру графа фон Шпее, что и произошло в битве у Фолклендских островов 8 декабря 1914 года. «Гнейзенау» пошёл ко дну, 187 человек из его экипажа были спасены британцами.

## Устройство

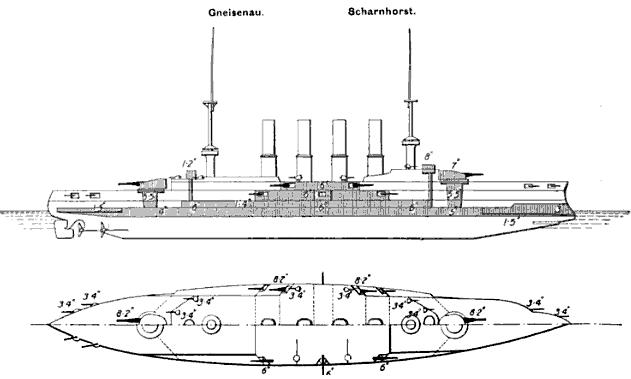
Чертёж крейсера типа «Шарнхорст»

Два крейсера типа «Шарнхорст» были заложены в качестве части программы военно-морского строительства согласно второму военно-морскому закону 1900 года, по которому нужно было построить 14 броненосных крейсеров. Корабли обладали значительной боевой мощью и тяжёлой бронёй по сравнению со своими предшественниками - крейсерами типа «Йорк». Благодаря этим улучшениям крейсера типа «Шарнхорст» могли в случае необходимости сражаться в линейном боевом порядке, это требование было выдвинуто Генеральным управлением.
«Гнейзенау»  был длиной в 144.м, высотой в 21,6 м и осадкой в 8,37 м. Водоизмещение составляло 11.616 метрических тонн (11.433 длинных тонн) в нормальных условиях и 12.985 тонн (12.780 длинных тонн) при полной загрузке. Экипаж крейсера составлял 38 офицеров и 726 нижних чинов.  Двигательная установка корабля состояла из трёх машин тройного расширения, каждая приводила в действия лопастной винт. Пар для машины образовывался в восемнадцати водотрубных паровых котлах, топливом для которых служил уголь. Дым из котлов выходил через четыре дымовые трубы, расположенные на миделе. Двигательная установка могла развивать мощность в 26 тыс. лошадиных сил (19 тыс. кВт) благодаря чему корабль развивал максимальную скорость в 22,5 узлов (42 км/ч) и радиус его крейсирования составлял 4,8 тыс. морских миль (8,9 тыс. км) на скорости в 14 узлов (26 км/ч).
Основное вооружение «Гнейзенау»  составляли восемь орудий системы SK L/40 калибра 21 см (8,1 дюйма). Четыре орудия были размещены в спаренных орудийных башнях, одно в носовой и одно в кормовой частях основной надстройки по центральной линии, а остальные четыре в одиночных казематах на уровне главной палубы, рядом с дымовыми трубами. Вспомогательное вооружение составляло шесть орудий SK L/40 калибра 15 см (5,9 дюйма), также размещённых в отдельных казематах. Защиту от торпедных катеров обеспечивала батарея из восемнадцати орудий SK L/35 калибра 8,8 см (3,5 дюйма), также установленных в казематах. Помимо артиллерийского вооружения крейсер нёс четыре 450-мм подводных торпедных аппарата в корпусе под водой. Один аппарат был установлен на носу, два по бортам крейсера, а четвёртый на корме.
Корабль был защищён 15-сантиметровым броневым поясом из крупповской брони. По направлению вперед и назад от центральной цитадели  броня утончалась от 3,5 до 6 см (от 1,4 до 2,4 дюйма), а более тяжёлая броня защищала машинное и котельное отделения корабля и погреба для боеприпасов. Борта центральных орудийных башен имели толщину 17 см (6,7 дюйма).  Главные орудия каземата были защищены 15-см бронёй. Вспомогательная батарея каземата была защищена полосой брони толщиной в 13 см (5,1 дюйма).

## История службы
«Гнейзенау» мог бы стать головным кораблём своего класса, приказ о его строительстве был отдан 8 июня 1904 года, корабль был заложен 28 декабря на верфи AG Weser в Бремене под номером 144. Однако длительная забастовка рабочих отложила его строительство и поэтому первым на воду был спущен «Шарнхост», ставший в итоге головным кораблём своего класса. На церемонии спуска на воду  14 июля 1906 года глава генерального штаба генерал Альфред фон Шлиффен  назвал корабль в честь пароходофрегата «Гнейзенау», погибшего 16 декабря 1900 года в буре у берегов Малаги, Испания. Корабль отправился в Вильхельмсхафен для достройки а 6 марта 1908 года вошёл в состав флота. С 26 марта по 12 июля  прошли ходовые испытания после чего «Гнейзенау»  присоединился к первой разведывательной группе, разведывательной эскадре Гохзеефлотте (Флота Открытого моря). Первым командиром корабля стал корветтенкапитан Франц фон Хиппер.
В ходе службы в первой разведгруппе «Гнейзенау»  участвовал в обычных учениях мирного времени с флотом. Сразу после завершения испытаний корабль принял участие в крупном походе флота в Атлантическом океане в составе эскадр линкоров Гохзеефлотте. За год до этого командующий Гохзеефлотте принц Генрих Прусский настоял на проведении этого похода, чтобы подготовить флот к заморским действиям и прервать монотонную подготовку в германских водах. Также в это время усилились германо-британские трения по поводу германо-британской гонки военно-морских вооружений, хотя в результате и не произошло никаких инцидентов. Флот вышел из Киля 17 июля, прошёл через канал кайзера Вильгельма в Северное море и в Атлантику. Флот вернулся в Германию 13 августа. Осенние манёвры продлились с 27 августа по 12 сентября, после чего Хиппера на посту капитана корабля сменил корветтенкапитан Конрад Труммлер.
1909 год прошёл похожим образом, состоялись два атлантических похода, первый в феврале и марте, второй в июле и в августе. В ходе второго похода корабли посетили Испанию. В конце года «Гнейзенау»  и лёгкий крейсер «Гамбург» эскортировали яхту кайзера Вильгельма II «Гогенцоллерн» на которой он встретил российского императора Николая II у берегов Финляндии. В 1908–1909  учебном году «Гнейзенау»  выиграл приз кайзера (Schießpreis) за лучшие стрельбы в соревновании среди броненосных крейсеров. Первая половина 1910 года для крейсера прошла без событий, в июле участвовал в походе флота к берегам Норвегии. 8 сентября крейсер был придан Восточноазиатской эскадре, командование кораблём принял корветтенкапитан Людвиг фон Узлар. К этому времени в состав британского Королевского флота начали входить новые линейные крейсера, значительно превосходившие броненосные крейсера подобные «Гнейзенау», но германское командование решило, что корабль может быть использован для усиления германской колониальной крейсерской эскадры.                         

### Восточноазиатская эскадра
10 ноября «Гнейзенау» вышел из Вильгельмсхафена взяв курс на германскую колонию Цзяо-Чжоу в Китае. Крейсер сделал остановку у берегов Малаги, Испания чтобы на церемонии почтить память моряков одноимённого корвета, погибшего 16 декабря 1900 года. Затем корабль прошёл через Средиземное море, Суэцкий канал и пересёк Индийский океан, сделав остановку в Коломбо, на остове Цейлон. Там 11 декабря крейсер принял на борт кронпринца Вильгельма, проводившего тур по Британской Индии и доставил его в Бомбей. Затем «Гнейзенау» встретил лёгкий крейсер «Эмден» , сделал остановки в Сингапуре, Гонконге и Амое а 4 марта 1911 года прибыл в Циндао, где встретил крейсер «Шарнхорст», лидера эскадры. 7 апреля «Гнейзенау» доставил нового германского посла в Японии Артура, графа Рекса из Таку в Иокогаму а там повстречал «Шарнхорст» и командира эскадры контр-адмирала Гюнтера фон Крозига. Узлар и капитан «Шарнхорста» побывали у японского императора Мейдзи. Затем «Гнейзенау»  совершил поход по японским и сибирским водам, но в ходе Агадирского кризиса, грозившего перейти в конфликт, был отправлен обратно в Циндао.
В сентябре Крозиг поднял свой флаг на «Гнейзенау» , пока «Шарнхорст» был на ремонте в сухом доке. 10 октября в Китае произошла Синьхайская революция, направленная против династии Цин, что вызвало сильную напряжённость европейцев находившихся в стране, которые вспомнили о нападениях на иностранцев во время Восстания боксёров 1900–1901 годов. Восточноазиатская эскадра была размещена так, чтобы охранять германские интересы, для защиты германского консульства были посланы дополнительные войска. Однако нападений на европейцев так и произошло и Восточноазиатская эскадра не понадобилась. К концу ноября «Шарнхорст»  вернулся в строй и Крозиг вернулся на него. В 1910–1911 учебном году «Гнейзенау» снова выиграл приз кайзера нем. Schießpreis за лучшие стрельбы.
В первой четверти 1912 года «Гнейзенау» находился в сухом доке Циндао для текущего ремонта. 13 апреля корабли вышли  месячный поход по японским водам и вернулись в Циндао 13 мая. В июне Узлара на посту капитана сменил корветтенкапитан Вилли Брюнингхауз. 1–4 августа «Гнейзенау» ушёл в Пусан, Корея, где снял с мели пароход компании HAPAG «Силезия» и сопроводил его в Нагасаки. В конце года «Гнейзенау»  находился в Шанхае. В начале декабря Крозига на посту командующего эскадрой сменил контр-адмирал граф Максимиллиан фон Шпее. «Шарнхорст»  и «Гнейзенау»  под руководством нового командующего предприняли поход по юго-западной части Тихого океана, сделав остановки в Амое, Сингапуре и в Батавии. Поход продлился до начала 1913 года, два крейсера вернулись в Циндао 2 марта 1913 года. В 1912–1913 учебном году «Гнейзенау» выиграл приз кайзера за лучшие стрельбы

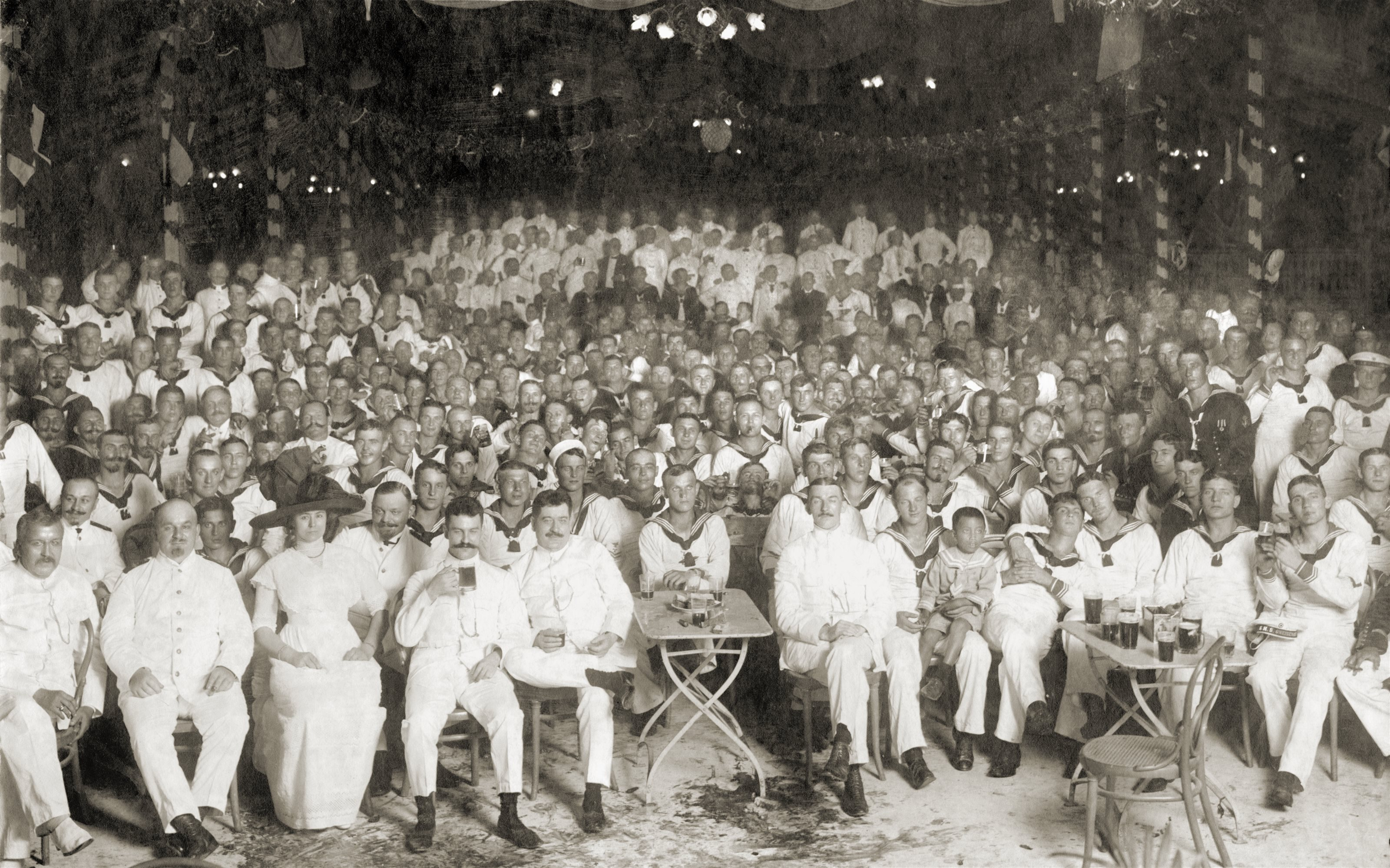
Экипажи «Шарнхорста» и «Гнейзенау» на развлекательном представлении в Батавии, январь 1913.

В апреле 1913 года «Шарнхорст» и «Гнейзенау» пошли в Японию, где Шпее и командиры кораблей смогли увидеть нового императора Тайсё. Затем корабли вернулись в Циндао, где оставались семь недель. В конце июня крейсера отправились в поход к германским колониям в центральной части Тихого океана. Находясь в Рабауле, Шпее получил весть о мятеже в Китае, что вынудило его вернуться в Вусон к 30 июля. «Гнейзенау»  патрулировал Жёлтое море и в октябре посетил Порт-Артур. После того как мятеж успокоился Шпее 11 ноября  снова вышел в краткий поход к Японии. «Шарнхорст»  и другие корабли эскадры  вернулись в Шанхай 29 ноября после чего эскадра вышла в новый поход к Юго-восточной Азии, сделав остановки в Сиаме, на Суматре, на Северном Борнео и в Маниле.
В июне 1914 года командование крейсером принял корветтенкапитан Юлиус Майер. Вскоре после этого Шпее предпринял поход к Германской Новой Гвинее. «Гнейзенау»   встретился с «Шарнхорстом» в Нагасаки, Япония, где крейсера приняли полный запас угля. Затем они пошли на юг и в начале июля прибыли на атолл Трук, где пополнили запасы угля. По пути они получили известие об убийстве эрцгерцога Франца Фердинанда, наследника престола Австро-Венгрии. 17 июля восточноазиатская эскадра прибыла в Понапе на Каролинских островах. Здесь Шпее получил доступ к германской радиосети, откуда узнал об объявлении Австро-Венгрией войны Сербии и мобилизации в России. 31 июля пришла весть, что срок действия германского ультиматума, требовавшего демобилизации российских армий, истекает. Шпее приказал подготовить свои корабли для боя. 2 августа германский император Вильгельм II отдал приказ о мобилизации в Германии против Франции и России.

### Начало Первой мировой войны

Поход Восточноазиатской эскадры

К началу Первой мировой войны Восточноазиатская эскадра состояла из «Шарнхорста», «Гнейзенау» и лёгких крейсеров «Эмден», «Нюрнберг» и «Лейпциг». «Нюрнберг» возвращался от западного побережья США, где его только что сменил «Лейпциг» а «Эмден» находился в Циндао. 6 августа 1914 года «Шарнхорст», «Гнейзенау», судно снабжения «Титания» и японский угольщик «Фукоку-мару» Находились у острова Понапе в Микронезии. Командир эскадры граф фон Шпее приказал созвать лёгкие крейсера, которые совершали походы и находились в разных частях Тихого океана. В тот же день к эскадре присоединился «Нюрнберг» и эскадра пошла к острову Паган (в группе Северных Марианских островов), германскому владению в центральной части Тихого океана. Ночью эскадра ушла от Пагана без японского угольщика, т.к. немцы опасались, что японцы выдадут их
Всем доступным угольщикам, суднам снабжения и пассажирским лайнерам было приказано идти на встречу с Восточноазиатской эскадрой у острова Паган. 12 августа к эскадре присоединился «Эмден». Затем к эскадре фон Шпее подошёл вспомогательный крейсер «Принц Эйтель Фридрих». 13 августа капитан «Эмдена» коммодор Карл фон Мюллер убедил графа фон Шпее предоставить его крейсеру свободу действий в качестве рейдера. 15 августа четыре крейсера в компании с «Принцем Эйтелем Фридрихом» и несколькими угольщиками оставили Паган и пошли к Чили. На следующее утро на пути к атоллу Эниветок (Маршалловы острова) «Эмден» и один угольщик покинули эскадру. Оставшиеся корабли достигли атолла Эниветок 20 августа.
Для информирования германского главнокомандования Шпее 8 сентября отправил «Нюрнберг» в Гонолулу, чтобы послать сообщение через нейтральные страны. «Нюрнберг» вернулся с новостями о захвате Антантой германского Самоа 29 августа. «Шарнхорст» и «Гнейзенау» отправились в Апию, чтобы расследовать ситуацию. Шпее надеялся застать врасплох какой-нибудь британский или австралийский военный корабль, но когда германские крейсера прибыли 14 сентября к острову, они не нашли в заливе вражеских кораблей. 22 сентября германская эскадра прибыла в Папеэте, где обстреляла французскую колонию и потопила французскую канонерку «Ля Зеле». Германские корабли попали под обстрел французских береговых батарей, но не получили повреждений. Шпее опасался, что залив заминирован и не стал туда заходить, чтобы захватить уголь, который подожгли французы.
12 октября эскадра подошла к острову Пасхи, где к ней присоединились лёгкие крейсера «Дрезден» и «Лейпциг», которые 12 и 14 октября соответственно ушли из американских вод. «Лейпциг» привёл с собой три угольщика. Пробыв неделю у острова эскадра пошла к Чили. Вечеров 26 октября германская эскадра вышла из Мас-а-Фуэра (Чили) и пошла на восток, 30 сентября прибыла в Вальпараисо. 1 ноября Шпее узнал от команды «Принца Эйтеля Фридриха», что накануне в Коронель прибыл британский лёгкий крейсер «Глазго». Шпее повёл эскадру к Коронелю, надеясь захватить одиночный  британский корабль.

### Битва при Коронеле
Британцы не располагали достаточными ресурсами, чтобы противостоять германской Восточноазиатской эскадре у побережья Южной Америки. Контр-адмирал Крэдок командовал эскадрой из броненосных крейсеров «Гуд Хоуп» и «Монмут», лёгким крейсером «Глазго» и вооружённым торговым судном «Отранто». Эскадра была усилена «Канопусом», старым броненосцем додредноутной эры и броненосным крейсером «Дифенс», однако последний прибыл только после битвы у Коронеля. Крэддок решил не брать с собой «Канопус», предположительно из-за его низкой скорости, лишающей возможности навязать сражение германской эскадре.
Восточноазиатская эскадра прибыла к Коронелю в полдень 1 ноября. Неожиданно для Шпее, кроме «Глазго» германские моряки обнаружили ещё и «Гуд Хоуп», «Монмут» и «Отранто». «Канопус» находился в 560 км от британской эскадры вместе с угольщиками . В 16.17 с «Глазго» заметили британские корабли. Крэддок сформировал боевой порядок с крейсером «Гуд Хоуп» в главе, «Монмутом» и «Глазго» позади и «Отранто» в тылу. Шпее решил не вступать в бой пока солнце не сядет, после чего силуэты британских кораблей будут чётко видны на фоне солнца, а силуэты его кораблей будут смазаны на фоне берега позади них. Германская эскадра развернулась и пошла курсом, почти параллельным британским кораблям, медленно сокращая дистанцию. Крэддок понял что «Отранто» будет бесполезен в боевом порядке и приказал ему уходить. Сильное волнение на море затрудняло стрельбу из казематных орудий на броненосных крейсерах с обеих сторон.
К 18.07 расстояние между эскадрами сократилось до 13,5 км. В 18.37 Шпее приказал кораблям открыть огонь, расстояние между эскадрами составляло 10,4 км. Каждый германский корабль вёл огонь по противостоящему ему кораблю в линии британцев. «Гнейзенау» стрелял по «Монмуту». «Гнейзенау»  накрыл «Монмут» третьим залпом, один из снарядов разбил переднюю башню, крыша слетела и башню охватило пламя. «Гнейзенау»  вёл огонь бронебойными снарядами, германским артиллеристам удалось добиться множества попаданий, выведя из строя большинство орудий «Монмута». К 18.50 «Монмут», получивший тяжёлые повреждения от «Гнейзенау», вывалился из линии. «Гнейзенау» присоединился к «Шарнхорсту», ведущему огонь по «Гуд Хоупу». В это время в «Гнейзенау» угодил снаряд в заднюю башню, однако он не пробил броню, взорвался снаружи, пожар охватил сложенные там спасательные жилеты. Экипаж быстро потушил пожар.
В это время «Нюрнберг» сблизился с «Монмутом» и стал его обстреливать. В 19.23 орудия «Гуд Хоупа» умолкли после двух мощных взрывов, германские артиллеристы прекратили огонь. «Гуд Хоуп» пропал в темноте. Шпее приказал лёгким крейсерам преследовать своих побитых оппонентов и прикончить их торпедами. Тяжёлые крейсера Шпее повёл на юг. В 19.20 при подходе германских лёгких крейсеров «Глазго» был вынужден покинуть «Монмут». «Глазго» удалось уйти на юг и встретить броненосец «Канопус». Налетевший шквал скрыл «Монмут» от германских кораблей, но в итоге он перевернулся и затонул в 20.18. Свыше 1600 человек погибли вместе с двумя броненосными крейсерами в том числе командир эскадры контр-адмирал Крэдок. Германская эскадра понесла незначительный ущерб. Британцы 4 раза накрыли «Гнейзенау», но повреждения были лёгкими, два члена экипажа получили лёгкие ранения.  Однако германские корабли истратили свыше 40%  боезапаса.      

### Поход к Фолклендам
После битвы у Коронеля Шпее повёл эскадру на север к Вальпараисо. Поскольку Чили сохраняла нейтралитет, в порт могли зайти только три корабля за раз. Шпее приказал «Шарнхорсту», «Гнейзенау» и «Нюрнбергу» зайти в порт а «Дрезден» и «Лейпциг» остались с угольщиками у Мас-а-Фуэра. Пока корабли погружали уголь Шпее советовался с германским адмиралтейством чтобы определить численность британских сил оставшихся в регионе. Согласно положению о нейтралитете германские корабли могли оставаться в порту только 24 часа. 6 ноября корабли подошли к Мас-а-Фуэра где приняли дополнительно уголь с захваченных британских и французских угольщиков. 10 ноября «Дрезден» и «Лейпциг»  сделали остановку в Вальпараисо. Пять дней спустя Шпее повёл оставшуюся часть эскадру к югу в бухту св. Квентина в заливе Пеньяс. 18 ноября «Дрезден» и «Лейпциг» присоединились к эскадре по дороге. Три дня спустя эскадра достигла бухты св. Квентина. Там он погрузили дополнительный уголь, поскольку им предстоял долгий поход вокруг мыса Горн и было неизвестно когда представится новая возможность для бункеровки.
Когда весть о разгроме Крэддока достигла Лондона, командование Королевского  флота принялось собирать силы для охоты на Восточноазиатскую эскадру. Два мощных линейных крейсера «Инвинсибл» и «Инфлексибл» были выделены из состава Гранд-флита и переданы под командование вице-адмирала Доветона Стэрди. 10 ноября два корабля вышли из Дэвенпорта. По пути к Фолклендам к ним присоединились броненосные крейсера «Карнарвон», «Кент» и «Корнуэлл», лёгкие крейсера «Бристоль», «Глазго» и «Отранто». 7 декабря эскадра из восьми вымпелов достигла Фолклендов и немедленно стала на загрузку углём.
26 ноября эскадра Шпее достигла бухты св. Квентина и 2 декабря обошла мыс Горн. По дороге они захватили канадский барк «Друммуир» с грузом в 2,5 тыс. тонн кардиффского угля хорошего качества. «Лейпциг» взял барк на буксир. На следующий день корабли остановились у острова Пиктон, где моряки перегрузили уголь с «Друммуира» на угольщики эскадры. Утром 6 декабря Шпее провёл на борту «Шарнхорста»  совещание среди командиров кораблей о дальнейшем плане действий. Немцы получали многочисленные отрывочные и противоречивые сообщения о британских подкреплениях в регионе. Шпее и ещё два капитана высказывались за нападение на Фолкленды, а трое других капитанов включая Маеркера считали что нужно обойти острова и напасть на британские корабли у берегов Аргентины. Мнение Шпее возобладало, и в 12:00 эскадра отправилась к Фолклендам.

### Фолклендский бой

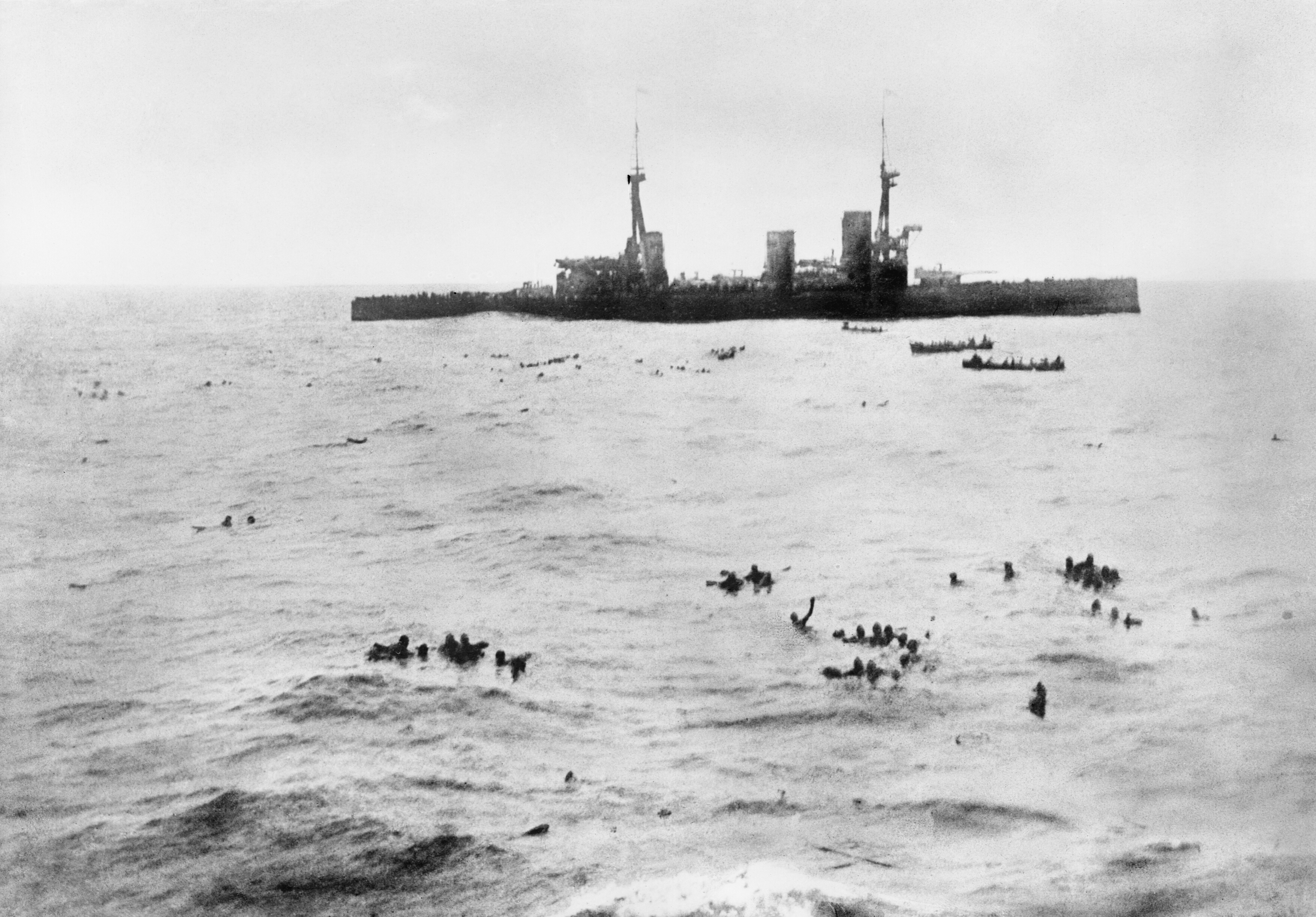
«Инфлексибл» подбирает германских моряков с погибшего «Гнейзенау»

Для нападения были отобраны «Гнейзенау» и «Нюрнберг», на следующее утро они приблизились к Фолклендским островам с намерением уничтожить радиостанцию. Наблюдатели на борту «Гнейзенау» заметили поднимающийся из Порт-Стэнли дым, но немцы предположили, что британцы подожгли свои угольные склады, чтобы их содержимое не досталось немцам. Когда они подошли к заливу вокруг них стали падать снаряды калибра 30,5 см (12 дюймов) с броненосца «Канопус», который до этого вытащили на берег для использования в качестве береговой батареи. Наблюдатели с германских кораблей заметили треногие мачты линейных крейсеров, хотя сначала решили, что они принадлежат линейному крейсеру «Австралия» (HMAS Australia). Шпее получил сообщения о том, что замечены несколько вражеских кораблях что вместе со стрельбой «Канопуса» заставило его отменить атаку. В 10.45 германские корабли перестроились и пошли на юго-восток со скоростью 22 узла (41 км/ч). Шпее построил эскадру в таком порядке: «Гнейзенау» и «Нюрнберг» впереди, «Шарнхорст» в центре а «Дрезден» и «Лейпциг» позади. Британские линейные крейсера незамедлительно подняли пары и вышли из залива, приступив к преследованию Восточноазиатской эскадры.
Шпее понял, что его броненосным крейсерам не уйти от более быстроходных британских линейных крейсеров и приказал трём лёгким крейсерам идти на прорыв, а свои тяжёлые крейсера положил на другой курс, что позволило британским линейным крейсерам вступить в бой с уступавшим им по вооружению  «Шарнхорстом» и «Гнейзенау». Стэрди отправил свои более лёгкие крейсера в погоню за германскими лёгкими крейсерами. «Инвинсибл» открыл огонь по «Шарнхорсту» а «Инфлексибл» по «Гнейзенау», Шпее в свою очередь отдал приказ «Шарнхорсту» стрелять в ответ по «Инвинсиблу» а  «Гнейзенау»  - соответственно по «Инфлексиблу». Шпее занял подветренную позицию, ветер относил дым от труб его крейсеров в сторону, что облегчало задачу германским комендорам. Стэрди был вынужден занять наветренную позицию, что соответственно ухудшало видимость для его комендоров. Комендорам «Гнейзенау» быстро удалось два раза попасть по  своему оппоненту. В ответ Стэрди приказал повернуть на два румба к норду, что увеличило дистанцию между противниками. Эта мера вывела британские корабли за пределы досягаемости германских орудий, и в то же время германские корабли остались в пределах досягаемости британских орудий. Обе стороны временно приостановили огонь. В ходе начальной фазы битвы «Гнейзенау»  получил два попадания, первый снаряд угодил в кормовую трубу, несколько человек были ранены и убиты осколками снаряда. Второй снаряд повредил несколько корабельных катеров, осколки пробили стены нескольких кают на миделе а также попали в один из орудийных погребов 8,8 см орудий, немцам пришлось его затопить, чтобы избежать возгорания.
Шпее в ответ на манёвр Стэрди быстро повернул к югу, что значительно увеличило расстояние между эскадрами, и повысило вероятность, что германским кораблям удастся сбежать под покровом темноты. Стэрди в ответ повернул на юг и увеличил скорость. Преимущество в скорости британцев и ясная погода вскоре развеяли надежды немцев скрыться. Тем не менее, манёвр Стэрди позволил Шпее повернуть на север, благодаря чему «Шарнхорст» и «Гнейзенау» сблизились с противником достаточно, чтобы пустить в ход свою вспомогательную артиллерию, огонь которой оказался настолько эффективным, что это вынудило британцев снова сменить курс. После возобновления боя британская огонь стал более точным, а так как британцы стреляли на очень большие дистанции, снаряды стали падать навесно, попадать и пробивать тонкую палубную броню, а не более толстый пояс. На этом этапе «Гнейзенау»  получил несколько попаданий, в том числе пару подводных попаданий, началось затопление котельных №1 и№ 3.
Затем Стерди повернул налево, пытаясь занять подветренную позицию, но Шпее в свою очередь сделал поворот, чтобы остаться на более удобной для него подветренной позиции, но это манёвр нарушил боевой порядок и теперь «Гнейзенау» вступил в бой с «Инвинсиблом». Во время разворота «Гнейзенау» временно скрылся за клубами дыма, и британские корабли сосредоточили обстрел на «Шарнхорсте», который во время этой фазы боя понёс серьёзный ущерб. Шпее и Меркер обменялись сигналами, чтобы определить состояние каждого корабля. Шпее закончил передачу утверждением, что Меркер был прав, когда возражал против нападения на Фолкленды. В 15.30 «Гнейзенау» получил попадание в правый борт, снаряд проник в машинное отделение правого борта и вывел из строя двигательную установку, оставив крейсеру всего два действующих винта. В 15.45 в «Гнейзенау»  угодил другой снаряд, разбив переднюю трубу крейсера, в 16.00 котельное отделение №4 вышло из строя.
В 16.00 Шпее приказал «Гнейзенау» попробовать бежать, а сам сменил курс и попытался запустить торпеды в преследователей. Однако из-за повреждений двигательной установки и котельных скорость «Гнейзенау»  упала до 16 узлов (30 км/ч) и крейсер продолжил сражаться. «Гнейзенау»   не удалось избежать британского огня и в это время получил попадание в мостик. В 16.15 в него угодили ещё два снаряда, один пробил корабль насквозь и не сдетонировал, а другой угодил в госпиталь, погубив большинство раненых, находящихся там. В 16.17 «Шарнхорст» лёг на левый борт и затонул, британские корабли сосредоточили огонь на «Гнейзенау»  не попытавшись спасти экипаж  «Шарнхорста». В это время в бой вступил «Карнарвон». Но когда дистанция сократилась до 8,5 км уцелевшие германские орудия повели плотный обстрел, что вынудило британцев снова повернуть, что увеличило дистанцию до 13,5 км.
В ходе финальной фазы сражения моряки «Гнейзенау» исчерпали боезапас, и перешли на стрельбу инертными учебными снарядами, один из них угодил в «Инвинсибл». В 17.15 в «Гнейзенау»  угодили ещё три снаряда, два из них попали в подводную часть правого борта, а один в каземат правого борта. Два попадания вызвали сильную течь, но третий не принёс серьёзного ущерба, орудийный расчёт уже был убит предыдущими попаданиями и каземат был охвачен огнём. В «Гнейзенау» попали ещё несколько снарядов и к 17.30 корабль превратился в горящую развалину, он сильно кренился на правый борт, из него валил дым. В 17:35 Меркер приказал экипажу установить затопляющие заряды и собраться на палубе, так как корабль не мог продолжать бой. Несмотря на приказ Меркера, передняя башня выпустила свой последний снаряд, что вынудило «Инфлексибл» выстрелить в ответ, британский снаряд угодил в передний перевязочный пункт, погубив множество раненых. В 17.42 сработали затопляющие заряды, а команда переднего торпедного аппарата выпустила торпеду, чтобы открыть торпедную трубу и ускорить затопление.
Корабль медленно перевернулся и затонул, но 270 моряков из 300 успели спастись. Многие из них умерли вскоре после попадания в холодную воду, температурой в 4 °C. Всего в бою погибло 598 человек из экипажа «Гнейзенау», шлюпки, спущенные с «Инвинсибла» и «Инфлексибла» подобрали 187 человек, самым старшим по званию среди выживших оказался корветтенкапитан Ханс Похаммер. Крейсера «Лейпциг» и «Нюрнберг» тоже погибли. Только крейсеру «Дрезден» удалось уйти, но в итоге британцы узнали что он прячется у островов Хуан-Фернандес и уничтожили его в последующем бою. В результате полного уничтожения германской эскадры погибло 2.200 германских моряков, включая адмирала графа фон Шпее и двух его сыновей.